# Middelnederlands
Het Middelnederlands is een voorloper van de moderne Nederlandse taal. Het werd tussen 1200 en 1500 in het huidige Nederlandse taalgebied gesproken. Middelnederlands was de opvolger van het Oudnederlands. Het Noord-Middelnederlands wordt vooral door niet-taalkundigen ook wel Diets genoemd. Verder behoren ook Vlaams en Brabants in deze talengroep.

## Onderscheid met Oudnederlands
Het Middelnederlands onderscheidt zich onder meer van het Oudnederlands door het afzwakken van de klinkers in de richting van een sjwa, ook wel klinkerreductie genoemd. Zo veranderde vogala bijvoorbeeld in vogele (in modern Nederlands: vogels).
Hoewel er in het Middelnederlands veel meer is overgeleverd (in de vorm van handschriften en de vroegste gedrukte boeken) dan van Oudnederlands en dit de begrenzing in de tijd bepaalt, is het onderscheid dus mede taalkundig van aard. In het zogeheten Corpus Gysseling (1977-1987) zijn naast de Middelnederlandse teksten tot 1301 ook alle Oudnederlandse teksten opgenomen.

## Geen eenheidstaal
Linguïstisch gezien is Middelnederlands niet meer dan een algemene naam voor een aantal (niet altijd even nauw verwante) talen of dialecten die in de Late middeleeuwen in het huidige Nederlandse taalgebied werden gesproken en geschreven. Er was toen nog geen standaardtaal, maar de Middelnederlandse dialecten konden ingedeeld worden in vijf hoofdvarianten.

## Grammatica
De grammaticale opbouw van Middelnederlandse teksten verschilt grondig van die van het moderne Nederlands. Waar naamvallen in de moderne taal beperkt blijven tot enkele uitzonderingsgevallen en versteende uitdrukkingen, zijn ze in het Middelnederlands nog volop aanwezig. De taal kent vier verschillende naamvallen: de nominatief, de genitief, de datief en de accusatief. In de loop der tijd is er een evolutie naar minder naamvallen (deflexie) merkbaar. Het naamvalgebruik heeft als gevolg dat er geen strikte woordvolgorde in een zin nodig is, wat voor iemand die Nederlands kent vaak vreemd kan aandoen. Vooral in rijmteksten wordt vaak de woordvolgorde aangepast. Als tweede valt ook de tweeledige ontkenning op. Een ontkenning bestaat uit twee delen, vaak 'niet' en 'en'. Echte strikte regels bestonden er nog niet, dus uitzonderingen zijn volop waarneembaar.

## Dialectgroepen

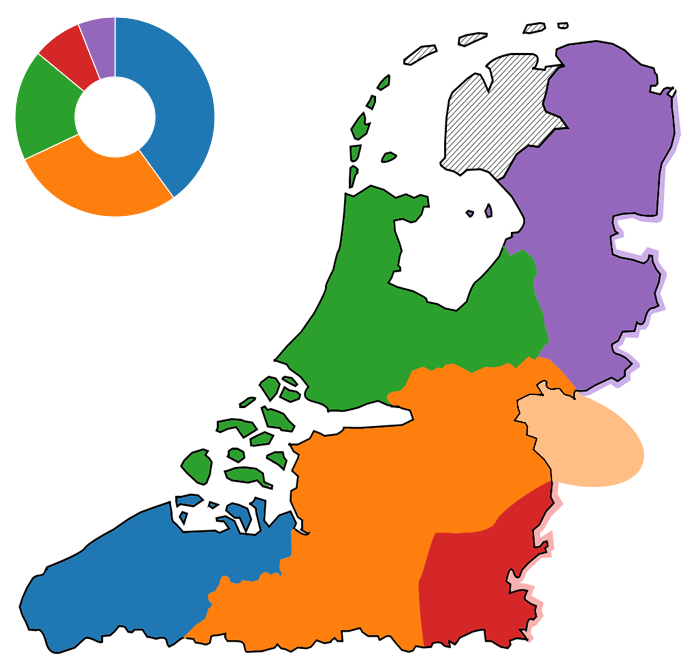
Kaart met de vijf hoofddialecten van het Middelnederlands. Het cirkeldiagram toont de relatieve verdeling van de dialectsprekers rond het jaar 1450.
Legenda:
Vlaams
Brabants
Hollands-Zeeuws
Limburgs
Oostmiddelnederlands (Middelnederduits)

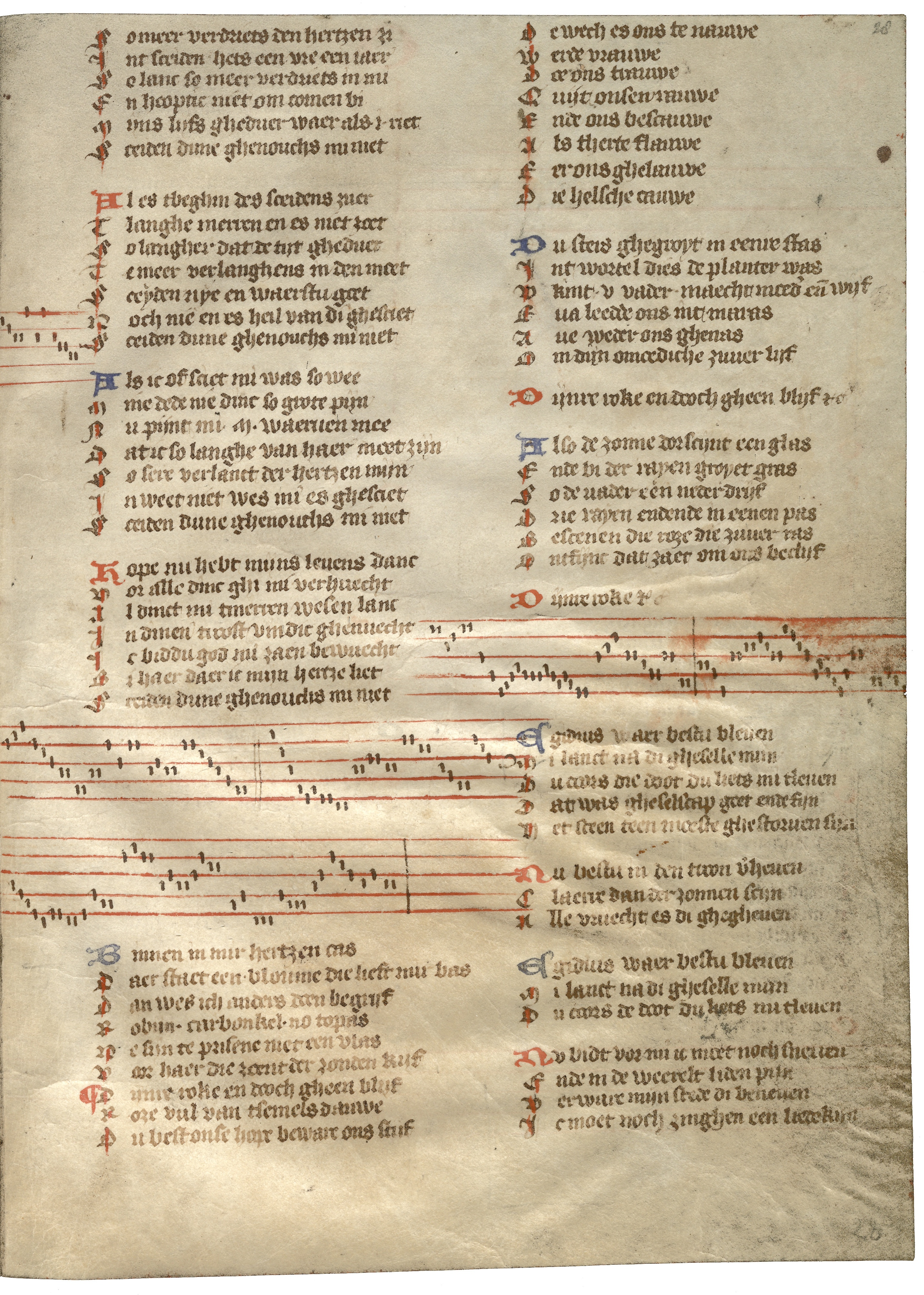
Fol. 28r van het Gruuthusehandschrift, met rechtsonder het lied 'Egidius waer bestu bleven', met notenschrift.

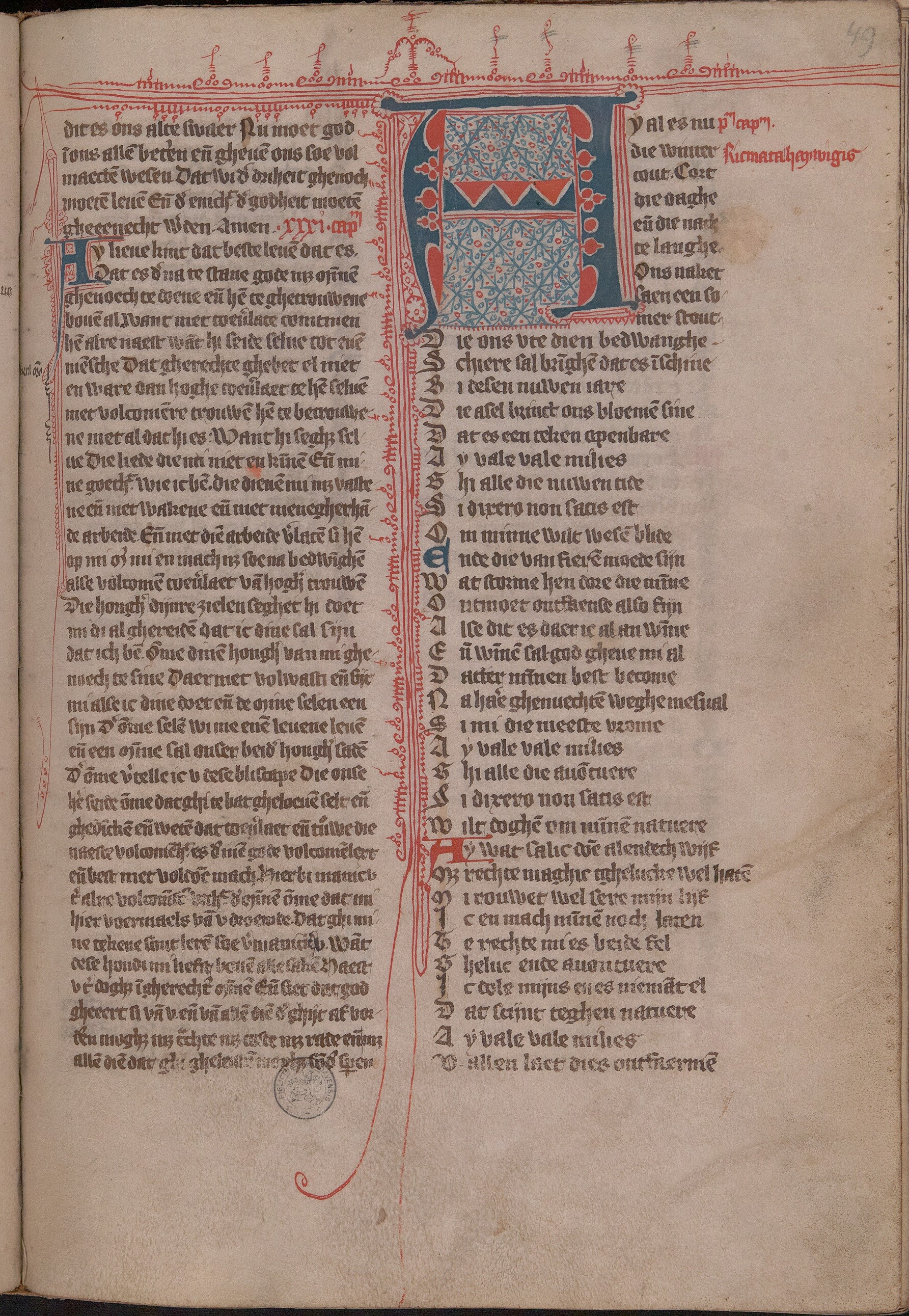
Gedicht van de middeleeuwse mystica Hadwijch.

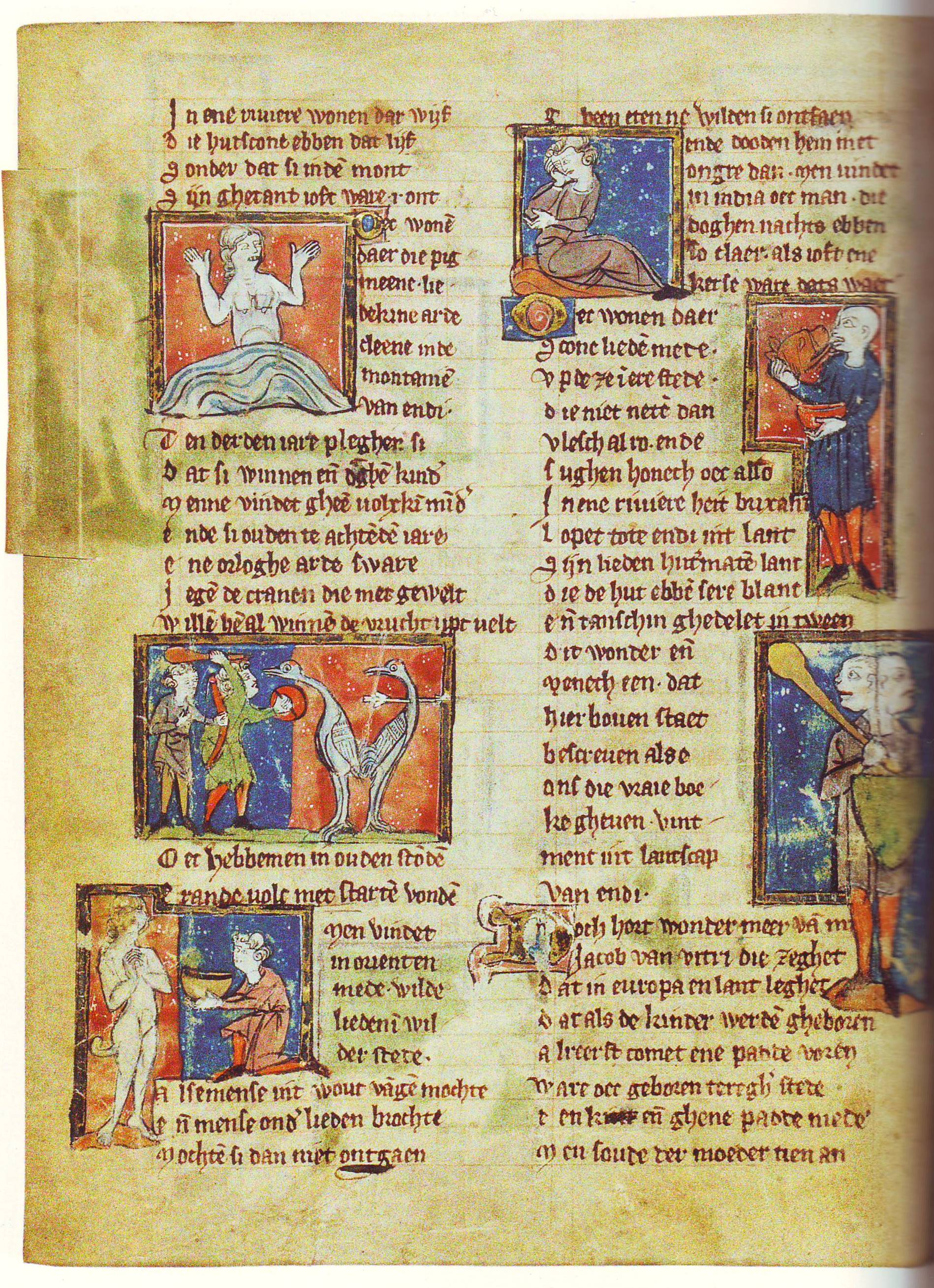
Jacob van Maerlant, Der naturen bloeme, de eerste encyclopedie in de volkstaal (ca. 1270).

In het Middelnederlands kan men vijf hoofdgroepen aanwijzen:
1. Brabants was de taal van het gebied waar nu de moderne Nederlandse provincies Noord-Brabant en de Belgische provincies Vlaams-Brabant, Antwerpen zich bevinden, evenals het Brussels Hoofdstedelijk Gewest, de oostelijke gebieden van het huidige Oost-Vlaanderen, de noordelijke delen van Waals-Brabant en het zuiden van Gelderland;
2. Hollands werd voornamelijk gesproken in de huidige provincies Noord- en Zuid-Holland en delen van Utrecht;
3. Limburgs wordt gesproken in het moderne Nederlands Limburg (ten zuiden van Venlo) en Belgisch Limburg;
4. Oost-Middelnederlands werd gesproken in het gebied van de moderne provincies Gelderland (behalve het rivierengebied), Overijssel, Drenthe en delen van Groningen. De Oost-Middelnederlandse dialecten vormden de meest westelijke Nedersaksische dialecten (Middelnederduits). Omdat deze dialecten in het grondgebied van het huidige Nederland werden gesproken, worden ze onder andere als Middelnederlands beschouwD.
5. Vlaams (soms onderverdeeld in West-Vlaams en Oost-Vlaams) wordt gesproken in de moderne regio van West- en Oost-Vlaanderen, alsmede in Zeeuws-Vlaanderen en Frans-Vlaanderen. Gedurende de beginfase van het Middelnederlands werd het ook gesproken ten noorden van de lijn tussen Bonen (Boulogne-sur-Mer) en Ariën-aan-de-Leie (Aire-sur-la-Lys). Aan het einde van de middeleeuwen zou de taalgrens naar het noorden zijn verschoven en werd het Middelnederlands nog gesproken ten noordoosten van de lijn tussen Kales (Calais) en Sint-Omaars (Saint-Omer) (inclusief in deze twee steden zelf).

De Limburgse en Oost-Middelnederlandse dialecten hebben ten dele mede de eigenschappen van respectievelijk Middelhoogduits en Middelnederduits. Vanwege die taalkundige overlap is door de Duitse filoloog Ahrend Mihm de term Rheinmaasländisch geïntroduceerd voor de Middelnederlandse literatuur in het overgangsgebied van Limburg tot aan de Rijn.
In deze periode, voor het ontstaan van de standaardtalen, was er binnen het dialectcontinuüm hoe dan ook nog geen eenduidige taalgrens tussen een Nederlands en een Duits. Met de ontwikkeling van de Nederlandse standaardtaal begon een volgende fase: het Nieuwnederlands.

## Voorbeeld
Fraeye historie ende al waer 

Mach ic u tellen, hoort naer. 

Het was op enen avontstonde 

Dat karel slapen begonde 

Tengelem op den rijn. 

Dlant was alle gader sijn. 

Hi was keyser ende coninc mede. 

Hoort hier wonder ende waerhede 

Wat den coninc daer ghevel, 

– Dat weten noch die menige wel –
(Karel ende Elegast)